# Myskspikblad
Myskspikblad (Hydrocotyle moschata) är en växtart i släktet Hydrocotyle och familjen araliaväxter. Den beskrevs av Georg Forster 1786.
Arten är en perenn ört som förekommer på Nya Zeeland, Kermadecöarna och Chathamöarna. Den odlas även som krukväxt och har därigenom introducerats till Kalifornien och Brittiska öarna.